# SAGEM my850C
SAGEM my850C – najnowszy telefon marki SAGEM, który miał premierę w lipcu 2007. Obsługuje sieci GSM (900/1800/1900), UMTS oraz EDGE. Został wyposażony w 2 megapikselowy aparat fotograficzny, odtwarzacz MP3, Bluetooth oraz slot na karty pamięci microSD.